# TOP 09
A TOP 09 liberálkonzervatív politikai párt Csehországban.

## Története
A pártot 2009-ben alapította Karel Schwarzenberg. Neve rövidítés: teljes neve Tradice Odpovědnost Prosperita, azaz „Hagyomány, Felelősség, Fejlődés”.
2021-ben egy konzervatív−liberális koalíció részeként kormányra került.

## Fordítás
Ez a szócikk részben vagy egészben  a   TOP 09 című angol Wikipédia-szócikk ezen változatának fordításán alapul.  Az eredeti cikk szerkesztőit annak laptörténete sorolja fel. Ez a jelzés csupán a megfogalmazás eredetét és a szerzői jogokat jelzi, nem szolgál a cikkben szereplő információk forrásmegjelöléseként.